# Jean Gratton
Jean Gratton (* 4. Dezember 1924 in Wendover; † 14. April 2011) war ein kanadischer Geistlicher und römisch-katholischer Bischof von Mont-Laurier. 

## Leben
Jean Gratton, zweites aus einer Familie mit zwölf Kindern, studierte Theologie am Priesterseminar St. Thomas von Aquin in Ottawa, Philosophie am Angelicum in Rom und biblische Exegese an der Universität Montreal. Er empfing am 27. April 1952 in Wendover die Priesterweihe für das Erzbistum Ottawa. Er war von 1952 bis 1967 Lehrer am Kleinen Seminar in Ottawa, später dessen Leiter. Er war Co-Direktor des Diözesanrates für das Laienapostolat (1968–1970) und des Diözesanrates (1971), Pfarrer von Saint-Victor Alfred (1970–1973), dann Generalvikar für das Erzbistum Ottawa (1973–1975) und Pfarrer in St. Charles Parish in Vanier (1975–1978).
Papst Paul VI. ernannte ihn am 10. Mai 1978 zum Bischof von Mont-Laurier. Der Erzbischof von Ottawa, Joseph-Aurèle Plourde, spendete ihm am 29. Juni 1978 die Bischofsweihe; Mitkonsekratoren waren Jean-Guy Hamelin, Bischof von Rouyn-Noranda und André Ouellette, Altbischof von Mont-Laurier. 
Gratton Bischof hatte zahlreiche Funktionen innerhalb der Bischofskonferenz von Kanada inne. Er war unter anderem Präsident der Kommission für christliche Erziehung (1989–1993) und Vorsitzender des Komitees für Kommunikation (1990–1996) der Versammlung der katholischen Bischöfe in Quebec.
Am 8. September 2001 nahm Papst Johannes Paul II. seinen altersbedingten Rücktritt an.